# Салбиев, Владимир Гаврилович
Влади́мир Гаврилович Салби́ев (1916, Казбегский муниципалитет, Мцхета-Мтианети — 4 октября 1996) — советский снайпер 23-й стрелковой дивизии в составе 21-й и 65-й армий и 95-й гвардейской стрелковой Полтавской Краснознамённой ордена Богдана Хмельницкого дивизии, дважды кавалер орденов Красного Знамени и Отечественной войны II степени. На снайперском счету Владимира 601 уничтоженных солдат и офицеров противника.

## Биография
Владимир Гаврилович Салбиев родился в 1916 году в селе Тоти Казбегского района Кутаисской губернии. С началом войны Владимир добровольцем пошёл в армию, служил в 3-м стрелковом батальоне 117-го стрелкового полка 23-й стрелковой дивизии (с 1 марта 1943 года была преобразована в 71-ю гвардейскую). 30 сентября 1942 года Владимир был награждён медалью «За отвагу». 5 ноября 1942 года старшина 3-го стрелкового батальона 117-го стрелкового полка 23-й стрелковой дивизии Владимир Салбиев был награждён орденом Красного Знамени. Согласно наградному листу Владимир дал обязательство уничтожить ко Дню Великой Октябрьской социалистической революции 45 фашистов и успешно его выполнил, на его снайперском счету уже были 85 солдат и офицеров противника. В это же время Салбиев из одиночек создал взвод снайперов, который истребил более 800 врагов, получил звание гвардии младшего лейтенанта, ездил на слёт снайперов, где был награждён именным золотым портсигаром. В декабре Салбиев уже командовал взводом роты противотанковых ружей, подбившим в наступательных боях с 21 декабря 1942 года по 6 января 1943 года 3 вражеских танка. После Владимир был эвакуирован в госпиталь из-за болезни. 18 февраля командование полка представило Салбиева к званию Героя Советского Союза с вручением ордена Ленина, но вместо этого приказом от 31 марта Владимир был награждён вторым орденом Красного Знамени.
В июне 1944 года гвардии лейтенант Салбиев, командир снайперского взвода 290-го стрелкового полка 95-й гвардейской стрелковой Полтавской Краснознамённой ордена Богдана Хмельницкого дивизии, за подготовку снайперов и успешное выполнение заданий по уничтожению огневых средств и живой силы противника был награждён орденом Отечественной войны II степени.
Вернувшись после войны на родину, Владимир продолжил службу, став сотрудником уголовного розыска.